# Mike Vernon (Produzent)

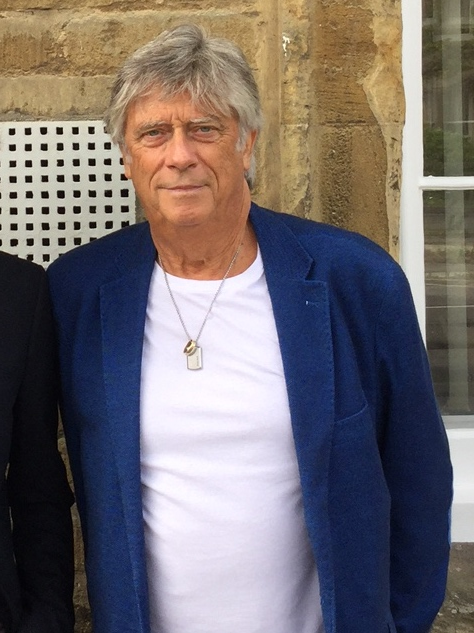
Mike Vernon, 2017

Mike Vernon MBE (* 20. November 1944 in Harlow, Middlesex, England als Michael William Hugh Vernon) ist ein britischer Produzent und (mit Neil Slaven) Gründer des Labels Blue Horizon Records. Er arbeitete mit vielen Größen der britischen Bluesszene zusammen, wie zum Beispiel die Bluesbreakers, Duster Bennett, Savoy Brown, Chicken Shack, Eric Clapton, Fleetwood Mac, Peter Green, Danny Kirwan, John Mayall, Christine McVie, Ten Years After oder der Climax Blues Band.
Obwohl Vernon hauptsächlich mit Blues assoziiert wird, arbeitete er auch außerhalb dieses Feldes, etwa mit David Bowie oder im Bereich des Progressive Rock mit Focus. Nach einigen eigenen Musikversuchen wechselte er 1963 zu Decca Records, für die er John Mayall überredete, eine Platte mit Eric Clapton aufzunehmen (Blues Breakers with Eric Clapton). Diese Platte produzierte er genauso wie die einzige Platte der Bluesbreakers mit Claptons Nachfolger Peter Green (A Hard Road). In den 1970er-Jahren wandte er sich dem Soul zu. Gegen Ende des Jahrtausends belebte er das Blue Horizon Label wieder und gründete außerdem einige Labels für Bluesmusik (zum Beispiel Indigo und Code Blue).
Nachdem er sich im Ruhestand befindet und überwiegend in Spanien lebt, hat er gelegentlich dennoch britische Nachwuchs-Bluesmusiker wie Oli Brown und Dani Wilde produziert. 2013 erhielt er den 'Lifetime Achievement Award' des British Blues Awards.

## Als Produzent und als Teilnehmer an Sessions
Die Liste ist unvollständig.
| - 1965 – Five Long Years – Eddie Boyd - 1966 – Blues Breakers with Eric Clapton – John Mayall & the Bluesbreakers - 1966 – Art Gallery – The Artwoods - 1966 – The London Boys – David Bowie - 1966 – Rubber Band – David Bowie - 1966 – Sound of Sitar – Chim Kothari - 1967 – Champion Jack Dupree and His Blues Band – Champion Jack Dupree featuring Mickey Baker - 1967 – Love You till Tuesday – David Bowie - 1967 – Blues Alone – John Mayall - 1967 – A Hard Road – John Mayall & the Bluesbreakers - 1967 – Crusade – John Mayall & the Bluesbreakers - 1967 – David Bowie – David Bowie - 1967 – Eddie Boyd and His Blues Band – Eddie Boyd (Liner notes) - 1967 – Raw Blues – Various Artists - 1967 – Shake Down – Savoy Brown - 1967 – Ten Years After – Ten Years After - 1968 – Memphis Country Blues Festival – Various Artists - 1968 – 40 Blue Fingers, Freshly Packed and Ready to Serve – Chicken Shack - 1968 – 7936 South Rhodes – Eddie Boyd - 1968 – Bare Wires – John Mayall & the Bluesbreakers | - 1968 – Blues from Laurel Canyon – John Mayall - 1968 – Diary of a Band, Vol. 1 – John Mayall & the Bluesbreakers - 1968 – Diary of a Band, Vol. 2 – John Mayall & the Bluesbreakers - 1968 – Getting to the Point – Savoy Brown - 1968 – Last Night’s Dream – Johnny Shines - 1968 – Fleetwood Mac – Fleetwood Mac - 1968 – Mr. Wonderful – Fleetwood Mac - 1968 – Undead – Ten Years After (Liner notes) - 1969 – 100 Ton Chicken – Chicken Shack - 1969 – The Biggest Thing Since Colossus – Otis Spann (Liner notes) - 1969 – Blue Matter – Savoy Brown (Perkussion, Arrangeur) - 1969 – Fleetwood Mac in Chicago/Blues Jam in Chicago, Vols. 1-2 – Fleetwood Mac - 1969 – English Rose – Fleetwood Mac - 1969 – First Slice – Jellybread - 1969 – Heavy Blues – Champion Jack Dupree - 1969 – Looking Back – John Mayall (Liner notes) - 1969 – Midnight Jump – Sunnyland Slim - 1969 – O.K. Ken? – Chicken Shack - 1969 – Fiends And Angels – Martha Velez - 1969 – Patent Pending – The Johnny Almond Music Machine | - 1969 – The Pious Bird of Good Omen – Fleetwood Mac - 1969 – A Step Further – Savoy Brown (Perkussion) - 1969 – Stonedhenge – Ten Years After (Gesang) - 1970 – Grease One for Me – Bacon Fat - 1970 – In and Out of Focus – Focus (Liner notes) - 1970 – The End of the Game – Peter Green - 1971 – Black Magic Woman – Fleetwood Mac - 1971 – Bring It Back Home – Mike Vernon (Harmonica, Perkussion, Gesang, Rory Gallagher & Paul Kossoff als Gastmusiker) - 1971 – Moving Waves – Focus (Liner notes) - 1971 – Rick Hayward – Rick Hayward (Liner notes) - 1971 – Thru the Years – John Mayall - 1972 – Alvin Lee & Company – Ten Years After - 1972 – Discovering the Blues – Robben Ford - 1972 – Focus III – Focus (Supervisor) - 1973 – Live at the Rainbow – Focus (Supervisor) - 1973 – History Of British Blues Vol. 1 (Various Artists) (Produktion) - 1974 – Burglar – Freddie King (Perkussion) - 1974 – Hamburger Concerto – Focus - 1975 – Larger Than Life – Freddie King (Perkussion) - 1975 – Love Is a Five Letter Word – Jimmy Witherspoon (Perkussion) | - 1975 – Out in Front – The Olympic Runners (Perkussion) - 1975 – Vintage Years – Fleetwood Mac - 1976 – Do You Wanna Do a Thing – Bloodstone - 1976 – Manila Thriller – Please - 1976 – Gold Plated – Climax Blues Band - 1976 – Live – Jimmy Witherspoon & Robben Ford - 1976 – On the Line – Foster Brothers - 1977 – Best of Savoy Brown [London] – Savoy Brown - 1977 – Edwin Starr – Edwin Starr (Tamburin) - 1977 – Hot to Trot – The Olympic Runners (Perkussion, Gesang) - 1977 – Original Fleetwood Mac – Fleetwood Mac - 1977 – Ship of Memories – Focus - 1977 – Soul Survivors – Diversions - 1978 – Focus con Proby – Focus (Liner notes) - 1979 – Let It Roll – Dr. Feelgood - 1979 – Out of the Ground – The Olympic Runners (Perkussion) - 1979 – Rama Lama (Replays) – Rocky Sharpe and the Replays (Toningenieur) - 1980 – Shout! Shout! – Rocky Sharpe and the Replays (Perkussion) - 1982 – Pursuit of Accidents – Level 42 - 1983 – Stop Please Stop – Rocky Sharpe and the Replays (Perkussion) - 1984 – End of the Line – Pete McDonald |

| - 1986 – Mad Man Blues – Dr. Feelgood - 1986 – On the Loose – Steve Gibbons - 1987 – Hat Trick – Blues ’N’ Trouble (Perkussion) - 1988 —"Unamerican Activities" – Mick Pini (Produktion) - 1988 – Crossroads – Eric Clapton - 1988 – Great British Psychedelic Trip, Vol. 1, 1966-69 – Various Artists - 1988 – John Mayall and the Bluesbreakers – John Mayall - 1989 – Level Best – Level 42 - 1989 – Wildman – Mick Pini (Produktion) - 1989 – Singles / The UA Years – Dr. Feelgood - 1989 – Steel & Fire – The Mick Clarke Band (Toningenieur) - 1989 – Storyteller – The Complete Anthology: 1964–1990 – Rod Stewart - 1990 – Blues It Up – Dana Gillespie (Perkussion) - 1991 – That’s What The Blues Can Do – The Innes Sibun Blues Explosion (Produktion) - 1991 – Second Sight – Chris Youlden (Vocals, Engineer) - 1992 – 25 Years – The Chain – Fleetwood Mac - 1992 – Attack of the Atomic Guitar – U.P. Wilson (Toningenieur, Mix) - 1992 – Blue Lightning – Lightnin’ Slim (Mixing) - 1992 – Blues, the Whole Blues & Nothing But the Blues – Jimmy Witherspoon (Perkussion, Toningenieur, Mix, Liner notes) - 1992 – Chiswick Story – Various Artists - 1992 – Delta Bluesman – David Honeyboy Edwards - 1993 – Dog Days Are Over – The Scabs | - 1993 – Delta Hurricane – Larry McCray - 1994 – Live Dog – The Scabs - 1994 – Sound Like This – The Hoax - 1996 – A Man Amongst Men – Bo Diddley (Produktion, Liner Notes, Perkussion) - 1999 – The Complete Blue Horizon Sessions – Fleetwood Mac (Produktion) - 1999 – Blues gonna Be My way – Mick Pini (Produktion) - 2000 – Blues Here & There – Various Artists - 2002 – The Best of Peter Green’s Fleetwood Mac – Fleetwood Mac - 2010 – Shine – Dani Wilde (Produktion) |